# Lotte Bjerre Knudsen
Lotte Bjerre Knudsen – duńska chemiczka. Profesor uniwersytetu w Aarhus.
Pracownica firmy farmaceutycznej Novo Nordisk. Opracowała analogi glukanopodobnego peptydu-1 (GLP-1). Zespół Knudsen opracował leki Liraglutyd i Semaglutyd, który jest agonistą obecnego na komórkach β wysp trzustkowych receptora GLP-1, którego aktywacja zwiększa wydzielanie insuliny pod wpływem glukozy. Są one używane w leczeniu cukrzycy typu 2 i otyłości, dodatkowo w badaniach wykazują właściwości w leczeniu chorób sercowo-naczyniowych.
W 2024 roku nagrodzona Nagrodą im. Alberta Laskera w dziedzinie klinicznych badań medycznych (wraz z m.in. Swietłaną Mojsow).